# Toufik Zeghdane
Toufik Zeghdane, né le 17 septembre 1992 à Revin dans les Ardennes, est un footballeur franco-algérien qui joue au poste d'arrière latéral gauche au FC Atert Bissen.

## Biographie
Toufik Zeghdane dispute un match en Ligue 2 française avec le club du CS Sedan-Ardennes.
Avec le MC Alger, il remporte la Coupe d'Algérie en 2014 et 2016, respectivement contre la JS Kabylie et le NA Hussein Dey.
En 2014, il remporte aussi la Supercoupe d'Algérie de football contre l'USM Alger, club qu'il rejoint a l'été 2016.
Après une saison décevante à l'USM Alger, notamment en raison d'une blessure à la cheville qui le tient éloigné des terrains durant toute la phase aller, Zeghdane retourne dans son club formateur du CS Sedan Ardennes, en quatrième division française,.

## Statistiques
| Saison                | Club                  | Championnat           | Championnat | Championnat | Coupe(s) nationale(s) | Coupe(s) nationale(s) | Compétition(s) continentale(s) | Compétition(s) continentale(s) | Compétition(s) continentale(s) | Total | Total |
| Saison                | Club                  | Division              | M.          | B.          | M.                    | B.                    | Comp.                          | M.                             | B.                             | M.    | B.    |
| 2012-2013             | CS Sedan Ardennes B   | 5                     | 24          | 2           | -                     | -                     | -                              | -                              | -                              | 24    | 2     |
| 2012-2013             | CS Sedan Ardennes     | 2                     | 1           | 0           | 0                     | 0                     | -                              | -                              | -                              | 1     | 0     |
| 2013-2014             | MC Alger              | 1                     | 25          | 1           | 6                     | 0                     | -                              | -                              | -                              | 31    | 1     |
| 2014-2015             | MC Alger              | 1                     | 26          | 1           | 2                     | 0                     | C3                             | 0                              | 0                              | 28    | 1     |
| 2015-2016             | MC Alger              | 1                     | 19          | 0           | 6                     | 1                     | -                              | -                              | -                              | 25    | 1     |
| 2016-2017             | USM Alger             | 1                     | 0           | 0           | 0                     | 0                     | C1                             | 2                              | 0                              | 2     | 0     |
| 2017-2018             | CS Sedan Ardennes     | 4                     | 11          | 0           | 0                     | 0                     | -                              | -                              | -                              | 11    | 0     |
| 2018-2019             | CS Sedan Ardennes     | 4                     | 25          | 2           | 3                     | 0                     | -                              | -                              | -                              | 28    | 2     |
| 2019-2020             | JS Kabylie            | 1                     | 17          | 0           | 1                     | 0                     | C1                             | 7                              | 0                              | 25    | 0     |
| 2020-2021             | CA Bordj Bou Arreridj | 1                     | 25          | 1           | 1                     | 0                     | -                              | -                              | -                              | 26    | 1     |
| Total sur la carrière | Total sur la carrière | Total sur la carrière | 173         | 7           | 19                    | 1                     | -                              | 9                              | 0                              | 201   | 8     |

## Palmarès
- MC Alger
  - Vainqueur de la Coupe d'Algérie en 2014 et 2016
  - Vainqueur de la Supercoupe d'Algérie en 2014
- Swift Hesperange
  - Champion du Luxembourg en 2023